# Zygmunt Antkowiak
Zygmunt Antkowiak (ur. 8 kwietnia 1929 w Nadwórnej, zm. 12 września 1996 we Wrocławiu) – polski dziennikarz i popularyzator historii Wrocławia. 

## Życiorys
Pochodził z Huculszczyzny. Absolwent filologii polskiej Uniwersytetu Wrocławskiego, na macierzystej uczelni obronił doktorat z historii. Pracował jako dziennikarz „Słowa Polskiego”, a potem „Wieczoru Wrocławia”. W obu redakcjach był kierownikiem działu miejskiego. Napisał kilkanaście książek o Dolnym Śląsku, głównie o Wrocławiu. Był działaczem Towarzystwa Miłośników Wrocławia i Komisji Nazewnictwa Ulic.
Został pochowany na Cmentarzu Świętej Rodziny we Wrocławiu. Jego brat, Ryszard Antkowiak, był trenerem kadry narodowej w kajakarstwie i pracował dla AWF Wrocław.

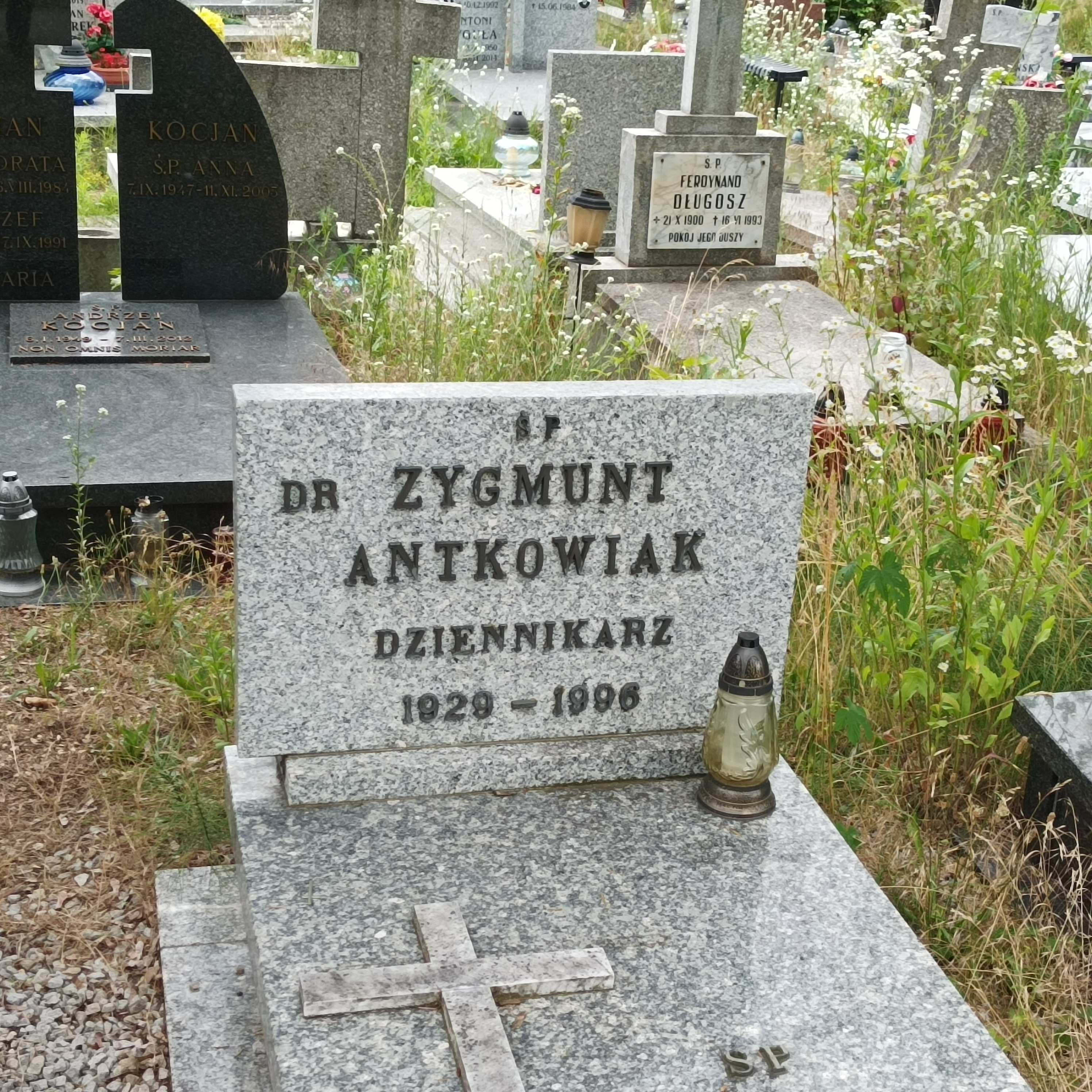
Grób Zygmunta Antkowiaka na Cmentarzu Świętej Rodziny

## Publikacje
- Ulice i place Wrocławia, Ossolineum, 1970. Brak numerów stron w książce
- Stare i nowe osiedla Wrocławia, Ossolineum, 1973. Brak numerów stron w książce
- Legenda warmątowicka. Rzecz o zapisie Alfreda Olszewskiego dla Henryka Sienkiewicza, Ossolineum, 1978. Brak numerów stron w książce
- Patroni ulic Wrocławia, Ossolineum, 1982, ISBN 83-04-00995-1. Brak numerów stron w książce
- Pomniki Wrocławia, Wrocław 1985, ISBN 83-04-01953-1. Brak numerów stron w książce
- Kościoły Wrocławia, Wrocław: Wyd. Muzeum Archidiecezjalne we Wrocławiu, 1991, ISBN 978-83-900018-1-4, OCLC 750827897. Brak numerów stron w książce
- Wrocław od A do Z, Wrocław [etc.]: Ossolineum, 1997, ISBN 83-04-04340-8, OCLC 749363147. Brak numerów stron w książce